# I nostri segreti
I nostri segreti (Faithfully Yours) è un film thriller olandese del 2022 diretto da André van Duren.
La pellicola è stata un grande successo di pubblico nei Paesi Bassi dove ha ottenuto il cosiddetto "Film d'oro", riconoscimento per aver superato i 100.000 spettatori in sala.

## Trama
La giudice di famiglia Bodil, come spesso accade, si prende una pausa con la sua amica Isabel recandosi sulla costa belga per un fine settimana. Sono l'uno l'alibi dell'altro per tradire e lo orchestrano nei dettagli in modo che i loro mariti Milan e Luuk non debbano accorgersi di nulla. Dopo l'arrivo ognuno va per la propria strada. Bodil soggiorna in una villa di famiglia tra le dune, dove quella sera fa l'amore con un amante. Isa va al suo solito albergo e trascorre la notte drogata sulla pista da ballo.
La mattina dopo, Bodil trova una pozza di sangue nell'atrio della sua villa. Manca Isabel. Dopo le indagini della polizia, il gruppo sanguigno sembra corrispondere a quello di Isabel. La polizia trova una foto di Isabel gravemente ferita sul dark web. I coniugi Milan e Luuk vengono in Belgio. La giudice Bodil è coinvolta in un caso criminale e rimane intrappolata nella rete di bugie tessuta da lei e Isabel. Anche i loro mariti entrano in scena come sospettati, così come l'amante di Bodil della sera prima e sua sorella, quando sembra esserci un caso di omicidio sbagliato , che in realtà era mirato a Isabel. Alla fine si scopre che la scomparsa è stata organizzata dalla stessa Isabel per sbarazzarsi del marito e partire con Yara, la sorella di Bodil, con la quale ha iniziato una relazione lesbica.